# Comando Alfa
Comando Alfa es una serie de televisión peruana de género policial, producida por Imizu Producciones para Frecuencia Latina. Historia original de Enrique Moncloa.
Protagonizada por Karina Jordán, Lucho Cáceres, Miguel Iza, Stephanie Orué y Óscar López Arias; junto a Karen Dejo, Vanessa Saba, Denise Arregui y Maricielo Effio en roles estelares. Además cuenta con la participación especial del primer actor Carlos Cano de la Fuente.

## Historia
Comando Alfa es el nombre del equipo de policías de élite integrado por el comandante Fabián Málaga, el mayor Francisco Mendoza, la teniente Susana Figueroa y la mayor María Santa María.
Este grupo policial está bajo la dirección del general Mariano Córdoba y en complicidad con Javier Bolívar, comandante que ha sido dado de baja en la institución, buscarán resolver complejos casos policiales.

## Elenco
Principal Secundario
- Karina Jordán - María Santamaría
- Lucho Cáceres - Javier Bolívar Fonseca
- Miguel Iza -  Fabián Málaga Quiñones
- Stephanie Orué - Susana Figueroa Castro
- Óscar López Arias - Francisco Mendoza Ríos
- Carlos Cano de la Fuente - General Mariano Córdoba Cerro
- Karen Dejo - Lily
- Alessandra Fuller - Sandra Bolívar
- Denise Arregui - Rene Mendoza Ríos
- Vanessa Saba — Diana
- Maricielo Effio - Lucy Córdoba
- Edwin Vásquez - Manuel Montenegro
- Carlos Casella - Ángel
- Sandro Calderón - Amílcar
- Julián Legaspi - José
- Urpi Gibbons - Rosa
- Irene Eyaguirre - Madre de Manuel
- Natalia Montoya - Madre de Percy
- Juan Francisco Escobar - Tommy
- Sebastián Monteghirfo - Carlo Capella
- Katia Salazar - Fiorella Capella
- Rómulo Assereto - Franco
- Gustavo Mayer - Julio Sevilla
- Rubén Martorell - "El especialista"
- Diego Lombardi - Padre Santiago
- Daniel Neuman - Padre Miguel
- Hernán Romero - Padre Manuel
- Carlos Mesta - General Gastón Díaz
- Carlos Thorton - Javier Maldonado
- Paloma Yerovi - Rita Maldonado
- Augusto Gutiérrez - Pier Maldonado
- Mónica Rossi - Inés
- Renato Rossini - Richard Fuller del Valle